# March 87P
Der March 87P war ein Formel-1-Fahrzeug des britischen Rennwagenherstellers March Engineering aus dem Jahr 1987, mit dem March seinen Wiedereinstieg in die Formel 1 einleitete. Der 87P basierte auf einem Formel-3000-Auto des gleichen Herstellers und war als Übergangslösung konzipiert. Er wurde nur bei einem Weltmeisterschaftslauf gemeldet, nahm am Rennen aber nicht teil.

## Hintergrund

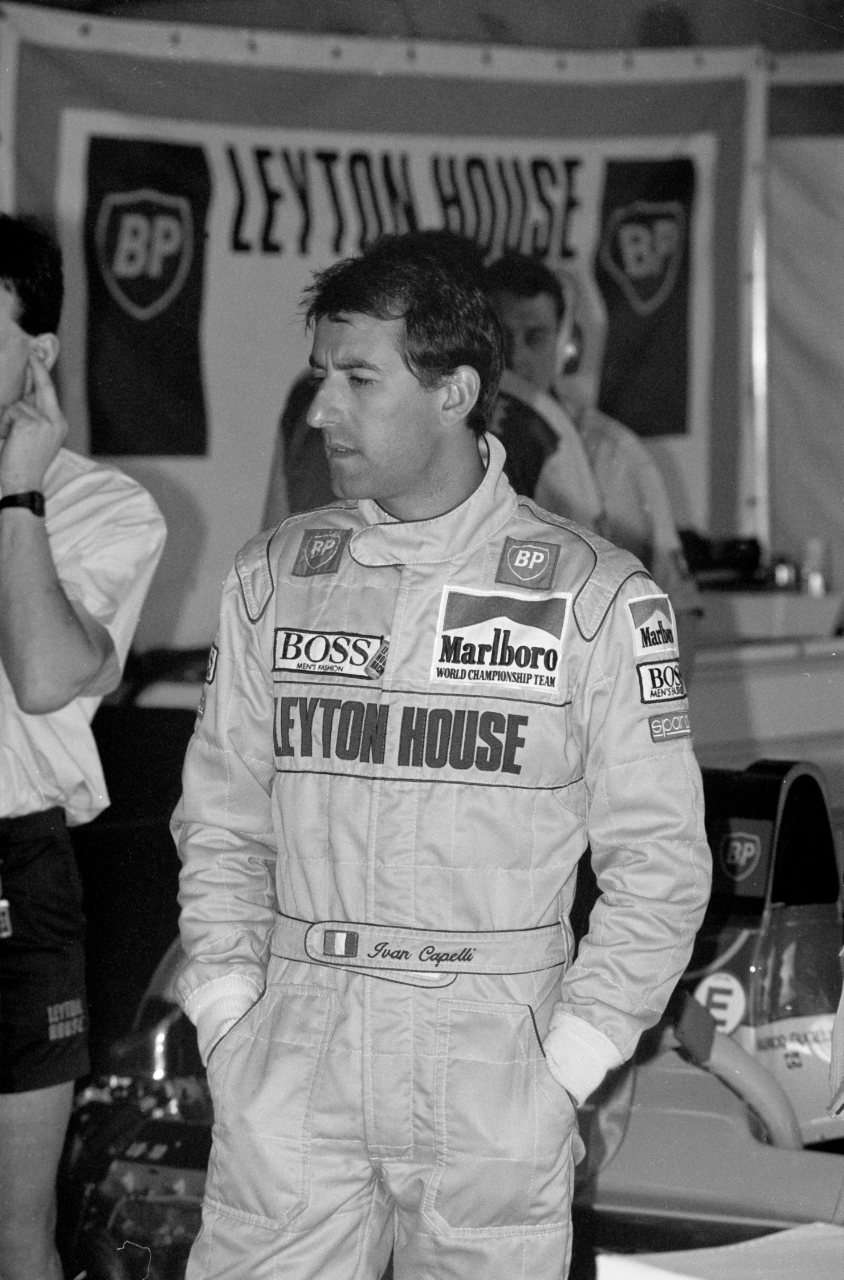
Fahrer des March 87P: Ivan Capelli

Das in Bicester ansässige Unternehmen March Engineering wurde im April 1969 von Max Mosley, Alan Rees, Graham Coaker und Robin Herd gegründet. March erschien 1970 erstmals in der Formel 1. Es war zu dieser Zeit der einzige Hersteller frei verkäuflicher Formel-1-Autos. Zahlreiche Kundenteams kauften den March 701 und seine Nachfolger. Gleichzeitig betrieb March ein Werksteam in der Formel-1-Weltmeisterschaft. Das Formel-1-Engagement dauerte bis 1977 an, danach konzentrierte sich das Unternehmen in erster Linie auf die Formeln 2, 3 und 3000. Mitte der 1980er-Jahre dominierte March die neu etablierte Formel 3000: Den ersten Meistertitel der Serie gewann Christian Danner in einem March 85B, 1986 ging der Titel an Ivan Capelli (March 86B).
Während der sogenannten Turboära engagierte sich March nicht in der Formel 1. 1981 und 1982 war der Name March zwar erneut in der Formel 1 vertreten; allerdings in einem Projekt des britischen Rennstalls RAM Racing in Zusammenarbeit mit Robin Herd, das zu March Engineering weder tatsächliche noch rechtliche Verbindungen hatte. Erst nachdem sich die FISA im Oktober 1986 für eine Wiederzulassung von Saugmotoren ab 1987 ausgesprochen hatte, entschied sich March (wie zahlreiche andere Konstrukteure auch) für einen Aufstieg in die Formel 1.
March Engineering gründete für das Formel-1-Engagement das Tochterunternehmen March Racing, das wesentlich vom späteren Hauptsponsor Leyton House finanziert wurde. Dort entwickelte Gordon Coppuck für die Saison 1987 den March 871, ein kompaktes Saugmotorfahrzeug, das auf den Cosworth DFZ-Motor zugeschnitten war. Die Fertigstellung des 871 verzögerte sich allerdings, sodass das Auto zum Saisonstart 1987 nicht einsatzbereit war. Mit der Einschreibung zur Formel-1-Weltmeisterschaft hatte sich March verpflichtet, an jedem Rennen der Saison teilzunehmen. Um dieser Verpflichtung zu entsprechen und eine Konventionalstrafe für den Fall des Ausbleibens zu vermeiden, meldete das Team zum ersten Rennen des Jahres 1987 den March 87P, einen modifizierten Formel-3000-Rennwagen. Das Auto erschien nur zu diesem Rennen. Ab dem zweiten Saisonrennen war der 871 einsatzbereit. Ähnlich verfuhr das italienische Team BMS Scuderia Italia ein Jahr später, das mit dem für die Formel 3000 konzipierten Dallara 3087 in der Formel 1 debütierte.

## Technik
Designer des March 87P waren Gordon Coppuck, Tim Holloway und Andy Brown. Der 87P verband Elemente des Formel-3000-Modells 87B, mit dem Stefano Modena im selben Jahr für Onyx Racing die Formel-3000-Meisterschaft gewinnen sollte, und des künftigen 871: Er hatte das kompakte Chassis des 87B, nutzte aber die Karosserie und die Schubstreben-Aufhängung des neuen Formel-1-Modells 871. Mit der Verwendung des Formel-3000-Chassis war eine Beschränkung des Tankvolumens verbunden: Der 87P hatte auch den kleinen, 160 Liter fassenden Tank des 87B. Diese Treibstoffmenge reichte nicht für eine Grand-Prix-Distanz; Nachtanken war verboten.
Das Auto wurde von einem 3,5 Liter großen Cosworth-DFZ-Motor angetrieben, den Heini Mader Racing Components vorbereitete. Der Motor lag offen. Die Seitenkästen waren niedrig und hatten über die gesamte Breite lamellenartige Entlüftungsöffnungen.

## Renneinsatz
Das Leyton House March Racing Team meldete den 87P zum Großen Preis von Brasilien für Ivan Capelli, der im Jahr zuvor die Formel-3000-Meisterschaft für das britische Team gewonnen und einige Formel-1-Rennen für Tyrrell und AGS bestritten hatte.
Im Training war Capelli der langsamste Fahrer. Er erreichte eine Rundenzeit von 1:43,58 Minuten und war damit 17 Sekunden langsamer als Nigel Mansell, der im Williams FW11B die Pole-Position erreicht hatte. Capellis Rückstand auf den vorletzten Qualifikanten, Pascal Fabre im AGS JH22, betrug vier Sekunden.
Am Rennen nahm March nicht teil. Während des Trainings wurde der DFZ-Motor so stark beschädigt, dass er nicht mehr repariert werden konnte. Da das Team nicht über einen Ersatzmotor verfügte, konnte Capelli nicht an den Start gehen.

## Resultate
| Fahrer               | Nr.                  | 1   | 2 | 3 | 4 | 5 | 6 | 7 | 8 | 9 | 10 | 11 | 12 | 13 | 14 | 15 | 16 | Punkte | Rang |
| -------------------- | -------------------- | --- | - | - | - | - | - | - | - | - | -- | -- | -- | -- | -- | -- | -- | ------ | ---- |
| Formel-1-Saison 1987 | Formel-1-Saison 1987 |     |   |   |   |   |   |   |   |   |    |    |    |    |    |    |    | 1      | 13.  |
| Ivan Capelli         | 16                   | DNS |   |   |   |   |   |   |   |   |    |    |    |    |    |    |    | 1      | 13.  |

| Legende  | Legende            | Legende                                                          |
| Farbe    | Abkürzung          | Bedeutung                                                        |
| -------- | ------------------ | ---------------------------------------------------------------- |
| Gold     | –                  | Sieg                                                             |
| Silber   | –                  | 2. Platz                                                         |
| Bronze   | –                  | 3. Platz                                                         |
| Grün     | –                  | Platzierung in den Punkten                                       |
| Blau     | –                  | Klassifiziert außerhalb der Punkteränge                          |
| Violett  | DNF                | Rennen nicht beendet (did not finish)                            |
| Violett  | NC                 | nicht klassifiziert (not classified)                             |
| Rot      | DNQ                | nicht qualifiziert (did not qualify)                             |
| Rot      | DNPQ               | in Vorqualifikation gescheitert (did not pre-qualify)            |
| Schwarz  | DSQ                | disqualifiziert (disqualified)                                   |
| Weiß     | DNS                | nicht am Start (did not start)                                   |
| Weiß     | WD                 | zurückgezogen (withdrawn)                                        |
| Hellblau | PO                 | nur am Training teilgenommen (practiced only)                    |
| Hellblau | TD                 | Freitags-Testfahrer (test driver)                                |
| ohne     | DNP                | nicht am Training teilgenommen (did not practice)                |
| ohne     | INJ                | verletzt oder krank (injured)                                    |
| ohne     | EX                 | ausgeschlossen (excluded)                                        |
| ohne     | DNA                | nicht erschienen (did not arrive)                                |
| ohne     | C                  | Rennen abgesagt (cancelled)                                      |
| ohne     | keine WM-Teilnahme |                                                                  |
| sonstige | P/fett             | Pole-Position                                                    |
| sonstige | 1/2/3/4/5/6/7/8    | Punktplatzierung im Sprint-/Qualifikationsrennen                 |
| sonstige | SR/kursiv          | Schnellste Rennrunde                                             |
| sonstige | *                  | nicht im Ziel, aufgrund der zurückgelegten Distanz aber gewertet |
| sonstige | ()                 | Streichresultate                                                 |
| sonstige | unterstrichen      | Führender in der Gesamtwertung                                   |